# Eschweilera apiculata
Eschweilera apiculata är en tvåhjärtbladig växtart som beskrevs av Albert Charles Smith. Eschweilera apiculata ingår i släktet Eschweilera och familjen Lecythidaceae. Inga underarter finns listade i Catalogue of Life.